# Paratendipes nubilus
Paratendipes nubilus är en tvåvingeart som först beskrevs av Johann Wilhelm Meigen 1830.  Paratendipes nubilus ingår i släktet Paratendipes och familjen fjädermyggor. Inga underarter finns listade i Catalogue of Life.